# Kremeriella
Kremeriella é um género botânico pertencente à família Brassicaceae.